# 밧단아람
밧단아람(히브리어: פַדַּן אֲרָם 파단 아람)은 아람나하라임의 북부 평야를 지칭하는 성경의 지명이다. 아람어로 밧단아람은 '아람의 밭'을 의미하는데, 이는 평평한 땅을 북쪽과 동쪽의 산악 지역과 구별하는 이름이다. 창세기에서 아브라함 종교의 족장인 아브라함은 아람을 "내 땅"이라고 묘사한다.

## 히브리어 성경에서
밧단아람은 메소포타미아 북부의 하란 지역을 지칭한다. "밧단아람"과 "하란"은 아카드어에서 밧다누(paddanū)와 하라누(harranū)가 "길" 또는 "대상로"의 동의어이므로, 동일한 지역에 대한 방언적 변형으로 보는 견해도 있다.
밧단아람 또는 밧단은 구약성경의 11개 구절에 등장하는데, 모두 창세기에 있다. 문서가설의 지지자들은 이 구절들 대부분을 제사장 문서에, 나머지는 후대의 편집자에 귀속시킨다.
창세기 11:31에 따르면, 아브라함과 그의 아버지 데라가 갈대아 우르를 떠나 가나안으로 가는 길에 정착했던 하란 성읍은 유프라테스강을 따라 위치한 "강 사이의 아람"인 아람나하라임의 일부인 밧단아람에 있었다. 아브라함의 형제인 나홀은 그 지역에 정착했다. 나홀과 밀가의 아들이자 라반과 리브가의 아버지인 아브라함의 조카 브두엘은 밧단아람에 살았다. 아브라함은 그의 아들 이사악을 위해 친척 중에서 아내를 찾으라고 그의 종을 그곳으로 보냈다. 종은 리브가를 찾았다.
이사악과 리브가의 아들 야곱은 형 에서의 분노를 피하기 위해 그곳으로 보내졌다. 그곳에서 야곱은 라반을 위해 일하며 열한 아들과 딸 디나를 낳고, 가축과 재산을 모았다. 그곳에서 야곱은 세겜과 이스라엘 땅으로 가서 열두 번째 아들을 얻었다.

## 랍비의 해석에서
미드라시에서, 이사악 바르 유다는 밧단아람 사람들이 불량배였고 리브가는 가시덤불 속의 백합 같았다고 가르쳤다. 랍비 이사악은 따라서 리브가의 밧단아람 체류를 민족들 가운데 있는 이스라엘의 상징으로 여겼다.